# Helictopleurus furcicornis
Helictopleurus furcicornis là một loài bọ cánh cứng trong họ Bọ hung (Scarabaeidae).